# Images (Zwilich)
Images is een compositie van de Amerikaanse componist Ellen Taaffe Zwilich.
Zwilich kreeg het verzoek voor een werk van het National Museum of Women in the Arts te Washington D.C. voor een werk. Het is dan niet zo verwonderlijk dat het gecomponeerde werk een soort Schilderijententoonstelling is geworden. In dit geval is het geschreven voor twee piano's en klein orkest en worden schilderijen uit de 20e eeuw uitgebeeld.
De volgende werken worden uitgebeeld:
1. Opening en Self-portrait uit 1917 van Alice Bailly
2. La poupée abandonnée uit 1921 van Suzanne Valadon
3. Iris, tulips, jonguils and crosuses van Alma Thomas
4. Bacchus nr. 3 uit 1978 van Elaine De Kooning
5. Spiritualist uit 1973 van Helen Frankenthaler

Het National Symphony Orchestra onder leiding van Fabin Mechietti gaf op 28 maart 1987 de eerste uitvoering met als solisten Leanne Rees en Stephanie Stoyanoff. Zwilich droeg het werk op aan Wilhelmina Holladay, toenmalig directeur van het museum. De muziek klinkt voor een werk uit 1986 uiterst melodieus.
Zwilich schreef het werk voor
- 2 piano's
- 2 dwarsfluiten, 2 hobo's, 2 klarinetten, 2 fagotten
- 2 hoorns, 1 trompet, 1 trombone, 1 tuba
- man/vrouw percussie
- violen, altviolen, celli, contrabassen

## Discografie
- Uitgave Naxos: Read Gainsford, Heide Louise Williams (p), Florida State University Symphony Orchestra o.l.v. Alexander Jiménez.